# Газі Хусрев-бег

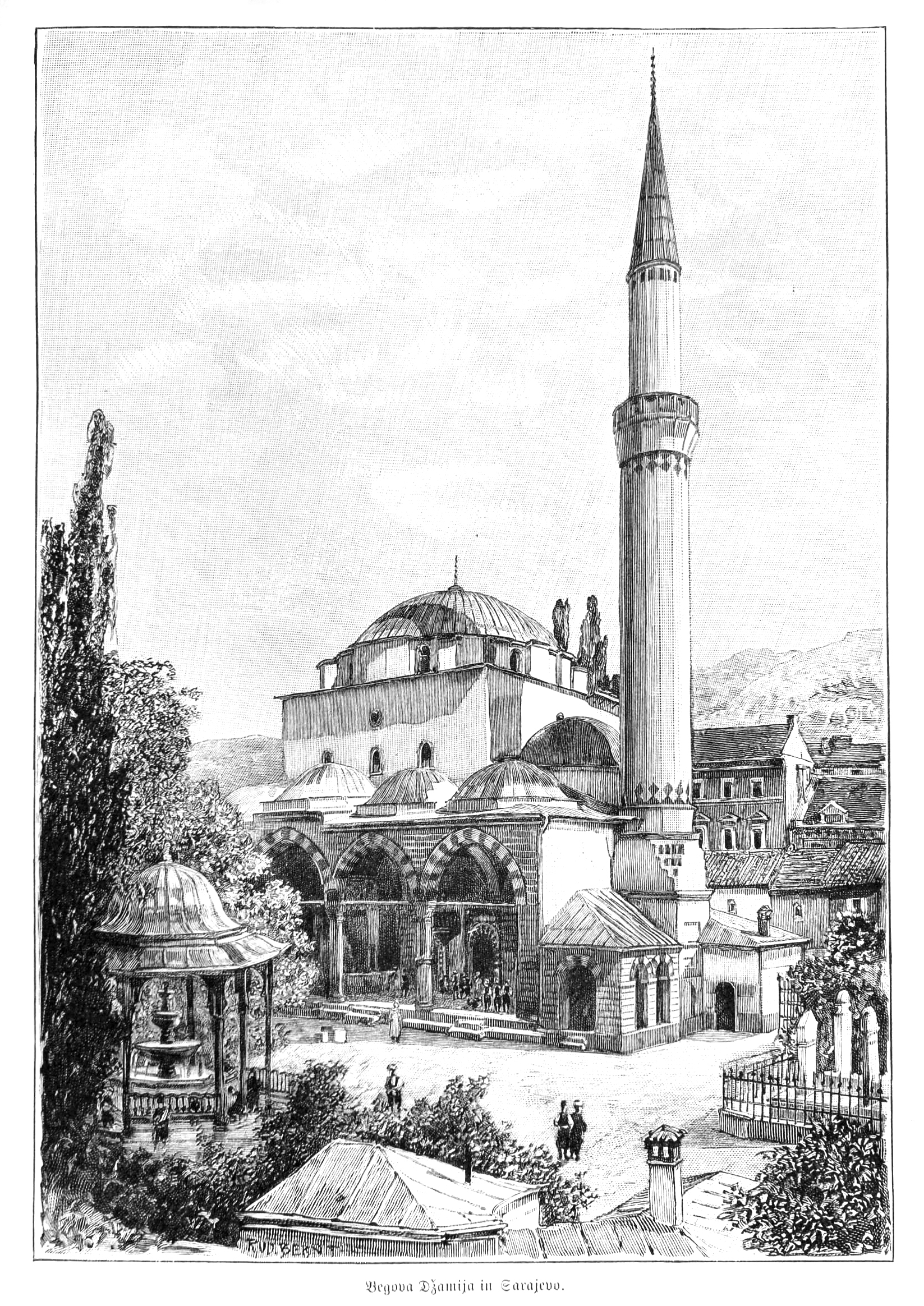
Мечеть Газі Хусрев-бега в Сараєво

Газі Хусрев-бег (осман. غازى خسرو بك غازى خسرو ‎ Gāzī Ḫusrev Beğ; суч. тур. : Gazi Hüsrev Bey; нар. 1480—1541, Сараєво) — боснійський османський санджак-бей (губернатор) боснійського санджака в 1521—1525, 1526—1534 і 1536—1541 роках. Він був відомий за його великий вклад в розвиток інфраструктури Сараєва та будівництво багатьох значущих будівель, таких як мечеть Газі Хусрев-бега і медресе Куршумлія. Він також був успішним військовим стратегом і поклав початок подальшої османської експансії в Хорватію.

## Біографія

### Походження
Він народився в грецькому місті Серрес. Його батьком був боснійський мусульманин Ферхад (новонавернений з регіону Требінє), а матір'ю — туркеня Сельчука, дочка султана Баязида II.

### Кар'єра

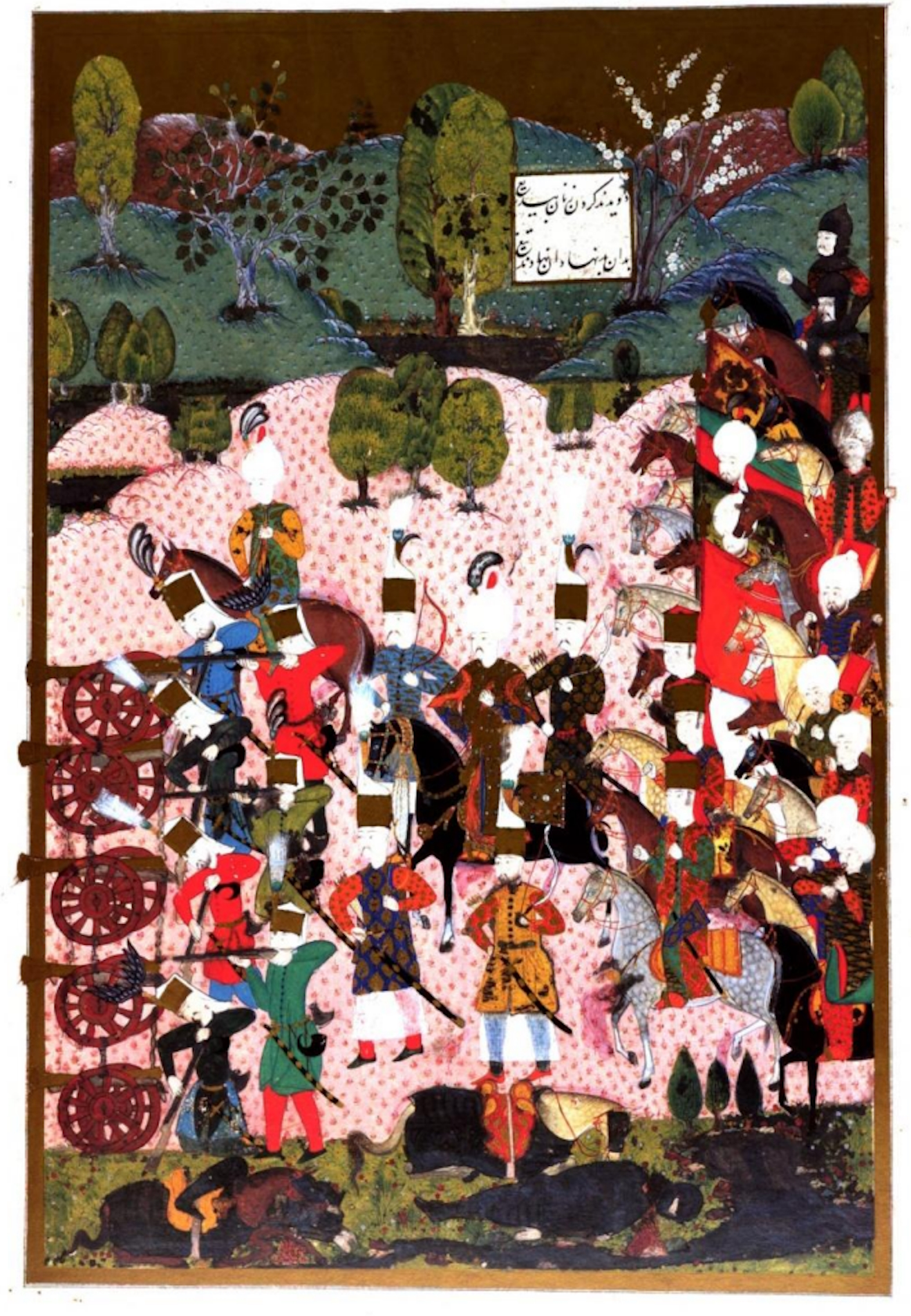
Газі Хусрев-бег служив під час битви в Мохаче

Отримав гарну освіту. Почав свою кар'єру в якості дипломата, пізніше зарекомендував себе як успішний воєначальник. Менш ніж за три роки він підкорив фортеці Книн, Скрадин і Ґміна Островіце. Він був призначений санджак-беєм в боснійському санджаку 15 вересня 1521 року, ставши одним з найбільш довірених людей султана Сулеймана I.
Газі Хусрев-бег продовжив свої завоювання, ним були захоплені укріплені населені пункти Гребен, Сокіл, Езеро, Вінац, Врбашкі Град, Лівач, Каматін, Бочац, Удбіна, Врана, Модруч і Пожега.
На додаток до військових успіхів він вніс великий внесок в розвиток інфраструктури Сараєва. Він відновив Цареву мечеть, побудував знамениту мечеть Газі Хусрев-бегуп, бібліотеку, медресе, ахат-кулу (годинникову вежу), лікарню, громадські лазні та будинок престарілих.

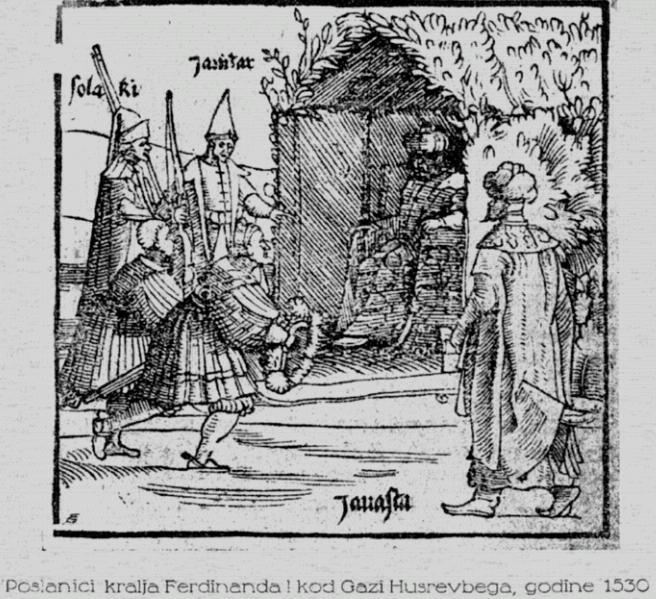
Габсбурзька делегація, Йосип Фрайхерр фон Ламберг і Нікола Юрішич, перед Газі Хусрев-бегом. Бенедикт Куріпечіч, 1530.

Газі Хусрев-бег зіграв вирішальну роль у перемозі над християнською армією в битві при Могачі. Його 10 000 Акинджі і іррегулярна кавалерія, що складалася з турків, боснійців і кримських татар, служили резервними солдатами в цій битві.

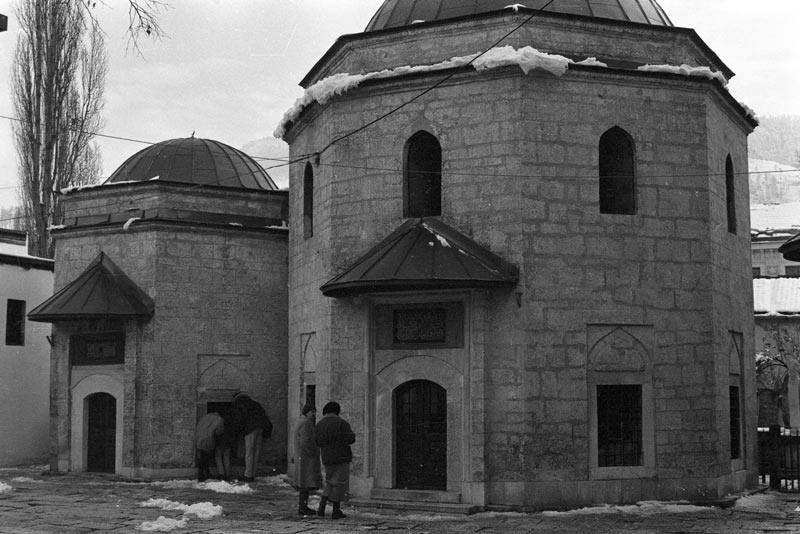
Тюрбе Газі Хусрев-бег в Сараєві

Газі Хусрев-бег боровся проти безвладдя в Чорногорії після смерті османського союзника, ісламізованого чорногорського феодала Станко Черноєвича в 1528 році. У 1541 році, під час повстання в чорногорської знаті, він вирішив захистити Черноєвичів і місцеве населення. Він брав участь у багатьох битвах в цьому регіоні, і хоча зрештою його війська здобули перемогу, він був убитий в бою проти православних повстанців в Мокро, невеликому селі в Дробняці (нині Чорногорія). Легенда свідчить, що він був великим чоловіком, і його воїни були не в змозі нести його тіло. Тому вони витягли його нутрощі і поховали їх на невеликому пагорбі, званому Ходжіна главиця. Народна легенда розповідає що таким чином з'явилася назва Дробняці (дроб означає кишки на старій сербській мові), хоча насправді топонім Дробняці згадується і до цих подій. Тіло Газі Хусрев-бега було доставлено в Сараєво і було поховано в тюрбе у дворі його мечеті.